# Den Dover
Den Dover (n. 4 aprilie 1938, Stockton Heath⁠(d), Warrington⁠(d), Anglia, Regatul Unit) este un om politic britanic, membru al Parlamentului European în perioadele 1999-2004 și 2004-2009 din partea Regatului Unit.
1. ↑  Deputații în Parlamentul European
2. 1 2 3 4  Hansard 1803–2005